# Ernest Guglielminetti
Ernest Guglielminetti (Brig, 23 november 1862 - Genève, 20 februari 1943) was een Zwitsers arts, uitvinder en hoogteonderzoeker.
Guglielminetti studeerde medicijnen in Brig, Fribourg en Bern, waarvoor hij zijn doctoraal haalde in 1885. Vervolgens werkte hij als arts op Java, Sumatra en Borneo. Hij deed hier ook de kennis op van de lokale bevolking voor toepassing van teer voor het stofdicht maken van hun woonhuizen. Hieruit bedacht hij later de methode van de hedendaagse asfaltering van wegen. 
In 1891 deed hij samen met Xaver Imfeld een expeditie op de Mont Blanc om hoogteziekten te onderzoeken. Als resultaat hiervan vond hij een beademingstoestel uit voor toepassing door bergbeklimmers, brandweerlieden, piloten en duikers. 
Toen Guglielminetti als arts in Monaco werkte, raakte hij als arts geïnteresseerd in het probleem van de stoffige wegen in deze stad en in relatie hiermee de problemen die dit voor de menselijke luchtwegen opleverde. Hij herinnerde zich hierbij weer de toepassing van teer door de Indonesiërs en kwam hierbij op het idee om de straten te asfalteren. In 1902 liet hij hiertoe 40 meter weg met hete teer bestrijken, en met succes. Niet veel later werd het asfalteren van meerdere wegen in zijn geboorteland Zwitserland ter hand genomen, onder andere de verbindingsweg Lausane-Genève. In korte tijd volgden andere landen. 
Zijn vinding voor het stofvrij maken van wegen bracht hem veel roem en voerde hem langs veel grote steden in Europa. In zijn eigen land en andere Franstalige landen kreeg hij de bijnaam Dr. Goudron (Frans voor "teer").
Hij werd benoemd tot ereburger van zijn geboortestad Brig en kreeg hier bij de Saltinebrug een standbeeld dat herinnert aan deze meest succesvolle uitvinder uit de regio. 
- Bibliothèque nationale de France: cb11223108t (data)
- Gemeinsame Normdatei: 136153674
- Historisch woordenboek van Zwitserland: 014394
- International Standard Name Identifier: 0000 0000 5594 9230
- Nederlandse Thesaurus van Auteursnamen: 101086644
- Virtual International Authority File: 80546872
- WorldCat: E39PBJhhpRPCMPD4BXVqpd8Qv3